# Lea Friedrich
Lea Sophie Friedrich (Dassow, 7 gennaio 2000) è una pistard tedesca, vincitrice di tre medaglie olimpiche (due d'argento e una di bronzo), di otto titoli mondiali Elite (quattro nella velocità a squadre, due nei 500 metri a cronometro e due nel keirin) e di altrettanti titoli europei Elite (quattro nel keirin, tre nella velocità a squadre e uno nella velocità).

## Palmarès

### Pista
- 2017 (Juniores)

Campionati tedeschi, 500 metri a cronometro Junior
Campionati tedeschi, Keirin Junior
Campionati tedeschi, Velocità Junior
- 2018 (Juniores)

Campionati tedeschi, Keirin Junior
Campionati tedeschi, Velocità Junior
Campionati tedeschi, 500 metri a cronometro Junior
Campionati tedeschi, Velocità a squadre Junior (con Lara Fabienne Neumann)
Campionati tedeschi, Velocità a squadre (con Miriam Welte)
Campionati del mondo, Velocità a squadre Junior (con Emma Götz e Alessa-Catriona Pröpster)
Campionati del mondo, Velocità Junior
Campionati del mondo, 500 metri a cronometro Junior
Campionati del mondo, Keirin Junior
- 2019

Grand Prix Tula, Keirin
Cottbuser SprintCup, 500 metri a cronometro
Campionati europei, 500 metri a cronometro Under-23
Campionati europei, Keirin Under-23
Campionati tedeschi, Velocità
Campionati tedeschi, Keirin
- 2020

Campionati del mondo, Velocità a squadre (con Pauline Grabosch ed Emma Hinze)
Campionati del mondo, 500 metri a cronometro
Campionati europei, Velocità a squadre Under-23 (con Pauline Grabosch e Alessa-Catriona Pröpster)
Campionati europei, Velocità Under-23
Campionati europei, 500 metri a cronometro Under-23
Campionati europei, Keirin Under-23
- 2021

Grand Prix of Germany, Velocità
Campionati europei, Keirin
Campionati del mondo, Velocità a squadre (con Pauline Grabosch ed Emma Hinze)
Campionati del mondo, 500 metri a cronometro
Campionati del mondo, Keirin
2ª prova Champions League, Keirin (Panevėžys)
3ª prova Champions League, Keirin (Londra)
- 2022

2ª prova Coppa delle Nazioni, Velocità a squadre (Milton, con Pauline Grabosch ed Emma Hinze)
Campionati europei, Velocità a squadre (con Pauline Grabosch ed Emma Hinze)
Campionati europei, Keirin
Cottbuser Nächte, Velocità
Campionati del mondo, Velocità a squadre (con Pauline Grabosch ed Emma Hinze)
Campionati del mondo, Keirin
- 2023

Campionati europei, Velocità a squadre (con Pauline Grabosch ed Emma Hinze)
Campionati europei, Keirin
Campionati europei, Velocità
Campionati del mondo, Velocità a squadre (con Pauline Grabosch ed Emma Hinze)
- 2024

Campionati europei, Velocità a squadre (con Pauline Grabosch ed Emma Hinze)
Campionati europei, Keirin

## Piazzamenti

### Competizioni mondiali
- Campionati del mondo su pista

Montichiari 2017 - Velocità a squadre Junior: 2ª
Montichiari 2017 - Velocità Junior: 3ª
Montichiari 2017 - 500 metri a cronometro Junior: 2ª
Montichiari 2017 - Keirin Junior: 7ª
Aigle 2018 - Velocità a squadre Junior: vincitrice
Aigle 2018 - Velocità Junior: vincitrice
Aigle 2018 - 500 metri a cronometro Junior: vincitrice
Aigle 2018 - Keirin Junior: vincitrice
Pruszków 2019 - Velocità: 4ª
Pruszków 2019 - 500 metri a cronometro: 7ª
Berlino 2020 - Velocità a squadre: vincitrice
Berlino 2020 - Velocità: 5ª
Berlino 2020 - 500 metri a cronometro: vincitrice
Berlino 2020 - Keirin: 6ª
Roubaix 2021 - Velocità a squadre: vincitrice
Roubaix 2021 - Velocità: 2ª
Roubaix 2021 - 500 metri a cronometro: vincitrice
Roubaix 2021 - Keirin: vincitrice
St. Quentin-en-Yv. 2022 - Vel. a squadre: vincitrice
St. Quentin-en-Yv. 2022 - Velocità: 2ª
St. Quentin-en-Yv. 2022 - 500 metri a cronometro: 9ª
St. Quentin-en-Yv. 2022 - Keirin: vincitrice
Glasgow 2023 - 500 metri: 3ª
Glasgow 2023 - Vel. a squadre: vincitrice
Glasgow 2023 - Keirin: 3ª
Glasgow 2023 - Velocità: 2ª
- Giochi olimpici

Tokyo 2020 - Velocità a squadre: 2ª
Tokyo 2020 - Keirin: 16ª
Tokyo 2020 - Velocità: 5ª
Parigi 2024 - Velocità a squadre: 3ª
Parigi 2024 - Keirin: 7ª
Parigi 2024 - Velocità: 2ª

### Competizioni europee
- Campionati europei su pista

Anadia 2017 - Velocità a squadre Junior: 2ª
Anadia 2017 - Velocità Junior: 2ª
Anadia 2017 - 500 metri a cronometro Junior: 2ª
Anadia 2017 - Keirin Junior: 7ª
Gand 2019 - Velocità Under-23: 2ª
Gand 2019 - 500 metri a cronometro Under-23: vincitrice
Gand 2019 - Keirin Under-23: vincitrice
Apeldoorn 2019 - Velocità a squadre: 2ª
Apeldoorn 2019 - Velocità: 3ª
Apeldoorn 2019 - Keirin: 2ª
Apeldoorn 2019 - 500 metri a cronometro: 4ª
Fiorenzuola d'Arda 2020 - Velocità a squadre Under-23: vincitrice
Fiorenzuola d'Arda 2020 - Velocità Under-23: vincitrice
Fiorenzuola d'Arda 2020 - 500 metri a cronometro Under-23: vincitrice
Fiorenzuola d'Arda 2020 - Keirin Under-23: vincitrice
Grenchen 2021 - Velocità a squadre: 2ª
Grenchen 2021 - Velocità: 2ª
Grenchen 2021 - Keirin: vincitrice
Monaco di Baviera 2022 - Velocità a squadre: vincitrice
Monaco di Baviera 2022 - Velocità: 4ª
Monaco di Baviera 2022 - Keirin: vincitrice
Grenchen 2023 - Velocità a squadre: vincitrice
Grenchen 2023 - Velocità: vincitrice
Grenchen 2023 - Keirin: vincitrice
Apeldoorn 2024 - Velocità a squadre: vincitrice
Apeldoorn 2024 - Velocità: 2ª
Apeldoorn 2024 - Keirin: vincitrice
Heusden-Zolder 2025 - Velocità a squadre: 3ª